# پیامونته
پیامونته (انگلیسی: Piamonte) یک منطقه مسکونی در کشور کلمبیا است.